# 正親町三条公積
正親町三条 公積（おおぎまちさんじょう きんつむ）は、江戸時代中期の公卿。最終官位は従二位・権大納言（薨去後従一位追贈）。正親町三条家23代。

## 経歴
享保10年（1725年）に叙爵。以降累進して、侍従・左近衛少将・春宮権亮・左近衛中将をへて、寛保3年（1743年）に参議となり、公卿に列する。延享2年（1745年）に参議を辞した。権中納言・踏歌節会外弁・大宰権帥をへて、宝暦4年（1754年）に権大納言となる。しかし宝暦8年（1758年）幕府による弾圧事件「宝暦事件」に連座して蟄居せざるを得なくなった。桃園天皇も公積を側近として重用していたが、この事件後、幕府の圧力で官職を止めざるを得なくなった。さらに宝暦10年（1760年）には出家させられており、薨去まで完全に朝廷から切り離された。
しかし徳川幕府崩壊後、他の同事件連座者たちと同様公積も晴れて名誉回復。明治天皇からも勤王の功績を認められ、従一位が追贈された。
なお明治天皇は公積の来孫に当たる。

## 系譜
- 父：正親町三条実彦
- 母：不詳
- 妻：三条西公福の娘
  - 男子：正親町三条実同（1748-1785）
  - 男子：花園実章（1767-1810）
  - 女子：正親町三条周子（皇后欣子内親王付き女房）